# Депортиво Ансоатеги
«Депорти́во Ансоа́теги» (исп. Deportivo Anzoátegui) — бывший венесуэльский футбольный клуб из города Пуэрто-ла-Крус, штата Ансоатеги. Домашние матчи проводил на стадионе «Хосе Антонио Ансоатеги», вмещающем 37 485 зрителей.

## История
Клуб основан в 2002 году, в 2007 впервые вышел в Примеру, в которой выступал до 2018 года. В 2008 году клуб добился своего наивысшего достижения победив в Кубке Венесуэлы, этот успех позволил ему принять участие на следующий год в Кубке Либертадорес. В главном турнире Южной Америки «Депортиво Ансоатеги» выступил неудачно вылетев в предварительном раунде, где проиграл эквадорскому «Депортиво Куэнка», после этого поражения «Депортиво Ансоатеги» перешло в Южноамериканский кубок, но там он так же проиграл в первом раунде перуанскому «Альянса Атлетико». Всего в Кубке Либертадорес участвовал три раза, а в ЮАК — семь раз.
В 2012 году «Депортиво Ансоатеги» во второй раз стал обладателем кубка страны.
В 2018 году занял предпоследнее место в Примере Венесуэлы, и должен был вылететь во Второй дивизион. Однако лигу расширили до 20 команд, поэтому «Депортиво Ансоатеги» остался в элите. Но и по итогам сезона 2019 команда финишировала на последнем месте, на этот раз лишившись места в Примере, и была расформирована.

## Достижения
- Обладатель Кубка Венесуэлы (2): 2008, 2012

## Участие в южноамериканских кубках
- Кубок Либертадорес (3):
  - Предварительный раунд — 2009, 2013, 2014
- Южноамериканский кубок (7):
  - Первый раунд — 2009, 2011, 2013, 2014, 2015, 2016, 2017

## Форма
Изменение основной формы по годам
| 2002 | 2003 | 2004 | 2005 | 2006 | 2007 |

## Статистика клуба
- Сезонов в Примере: 10
- Сезонов в Сегунде: 5
- Сезонов в Терсере: 1
- Лучший результат в Примере: 2-е место
- Худший результат в Примере: 17-е место
- Максимальное число зрителей: 30 000 (Депортиво Ансоатеги — Унион Атлетико Маракайбо — 1:1)
- Минимальное число зрителей: 330 (Депортиво Ансоатеги — Депортиво Петаре — 4:0)
- Первый гол: Эрбин Диас (9 ноября 2002)
- 100-й гол: Эндер Маркес (2004)
- 200-й гол: Пабло Гомис (19 февраля 2006)
- 300-й гол: Александр Рондон (16 сентября 2007)
- 400-й гол: Джонни Карнейро (30 ноября 2008)
- Лучший бомбардир: Александер Рондон (54 гола)